# Edward Frankiewicz
Edward Paweł Frankiewicz OFM, ur. jako Paweł Szdżuj (ur. 25 czerwca 1905 w Chrząszczycach, zm. 29 kwietnia 1990 w Opolu) − polski franciszkanin, filozof, historyk, publicysta, więzień obozu koncentracyjnego w Dachau.

## Życiorys
Urodził się w polskiej rodzinie Józefa i Franciszki z d. Pampuch. W 1919 wstąpił do niższego seminarium franciszkanów w Nysie. Następnie kontynuował naukę w gimnazjum w Katowicach. W 1922 wstąpił do komisariatu panewnickiego Zakonu Braci Mniejszych − późniejsza Prowincja Wniebowzięcia Najświętszej Maryi Panny Zakonu Braci Mniejszych w Katowicach. Nowicjat odbył w klasztorze w Wieluniu. W latach 1923–1928 przygotowywał się do kapłaństwa studiując w Miejskiej Górce i Metzu. Śluby wieczyste złożył 11 marca 1927. Święcenia kapłańskie przyjął w Kokoszycach 26 sierpnia 1928. Następnie doktoryzował się z filozofii w Instytucie Katolickim w Paryżu.
Po powrocie do ojczyzny wykładał w studium prowincjalnym w klasztorze Osiecznej. Publikował opracowania historyczne dotyczące Leszna i okolic. Po wybuchu II wojny światowej został aresztowany 17 stycznia 1940. Był więziony w Lesznia, Poznaniu i obozach koncentracyjnych w Sachsenhausen i Dachau; nr obozowy 22800. Był poddawany eksperymentom medycznym, czego skutki odczuwał do końca życia. Doczekał wyzwolenia obozu przez armię amerykańską 29 kwietnia 1945. Przez Paryż powrócił do Polski.
Po wojnie wykładał w studium prowincjalnym, najpierw w Osiecznej, a od 1950 w Opolu. W obu tych klasztorach zajmował się propagowaniem historii. W Osiecznej zaangażował się w prace prowadzące do ukoronowania obrazu Matki Boskiej Bolesnej koronami papieskimi. W Opolu zajął się restauracją Kaplicy Piastowskiej i podziemi Kościoła Świętej Trójcy. Jako pierwszy w historii został uhonorowany Śląską Nagrodą im. Juliusza Ligonia w 1963 roku. Przyczynił się do przeprowadzeniu procesu beatyfikacyjnego Marii Merkert. Należał do Opolskiego Towarzystwa Przyjaciół Nauk. W 1988 otrzymał Medal Rodła. Zmarł w Opolu 29 kwietnia 1990. Został pochowany na miejskim cmentarzu. W Lesznie i w Osiecznej został upamiętniony nadaniem nazw ulicom.

## Publikacje
- 1938 − Cudowny Obraz Matki Boskiej Osieckiej: zarys ikonograficzno-historyczny z ilustracjami, Leszno.
- 1938 − Łaskami słynący obraz świętego Walentego w kościele OO. Franciszkanów w Osiecznej (Wlkp.), Osieczna.
- 1938 − U stóp łaskami słynącej Matki Boskiej Świerczyńskiej, Leszno.
- 1939 − Osieczna w walce o niepodległość: zarys historyczno-kulturalny do dziejów Ziemi Leszczyńskiej 1890-1919, Katowice-Panewniki.
- 1939 − Osieczna: zarys historyczny, Leszno.
- 1947 − Kościół parafialny w Chrząszczycach: przyczynek historyczno-kulturalny do dziejów Opolszczyzny, Opole.
- 1955 − Człowiek poza nawiasem, Warszawa.
- 1963 − Kaplica piastowska w Opolu, Wrocław.
- 1982 − Maria Merkert, założycielka i pierwsza przełożona generalna Zgromadzenia Sióstr św. Elżbiety 1817-1872, Wrocław.
- 1983 − Śląska Samarytanka Maria Merkert, założycielka i pierwsza przełożona generalna Zgromadzenia Sióstr św. Elżbiety, Opole.
- 1988 − Zespół klasztorny opolskich Franciszkanów: przewodnik-informator, Opole.
- 1996 − Was bleibt mir übrig?: Chronik einer Kirchen Gemeinde in Oppelner Schlesien (1099-1996) = Co mi pozostało?: kronika jednej parafii kościelnej Śląska Opolskiego (1099-1996), Domecko.